# Craterocapsa
- Commons
- Wikispecies

Craterocapsa é um gênero botânico pertencente à família Campanulaceae. Contém 5 espécies conhecidas, todas nativas do sul da África:
- Craterocapsa alfredica D.Y.Hong - KwaZulu-Natal, na África do Sul
- Craterocapsa congesta Hilliard & B.L.Burtt - Lesoto; África do Sul
- Craterocapsa insizwae (Zahlbr.) Hilliard & B.L.Burtt - África do Sul
- Craterocapsa montana (A.DC.) Hilliard & B.L.Burtt - Lesoto; África do Sul
- Craterocapsa tarsodes Hilliard & B.L.Burtt - Essuatíni; Zimbabwe; Lesoto; África do Sul